# Colle del Moncenisio
Il colle del Moncenisio (2083 metri s.l.m. - in francese Col du Mont Cenis) è il valico alpino che separa le Alpi Cozie dalle Alpi Graie, posto tra Italia e la Francia, unendo la val di Susa, nella Città metropolitana di Torino, con la regione dell'alta Moriana, compresa nel dipartimento francese della Savoia. Dà il nome alle Alpi del Moncenisio e alla Strada statale 25 del Moncenisio. Questo territorio era storicamente savoiardo prima dell'annessione del ducato di Savoia alla Francia nel 1860, ma da sempre conteso dalla potente Abbazia di Novalesa prima e dalla diocesi di Torino e diocesi di Susa poi, nonché dal villaggio di Ferrera Cenisio per il controllo del valico e lo sfruttamento dei boschi e pascoli.

## Etimologia
Sembra che il termine Moncenisio derivi da Monte delle ceneri. Secondo la tradizione a seguito di un incendio boschivo si sarebbero accumulate delle ceneri in loco, da cui il nome. La traccia delle ceneri, peraltro, è stata trovata durante i lavori della costruzione della strada.
Dal colle prende anche il nome il vicino comune di Moncenisio, o Ferrera Cenisio.

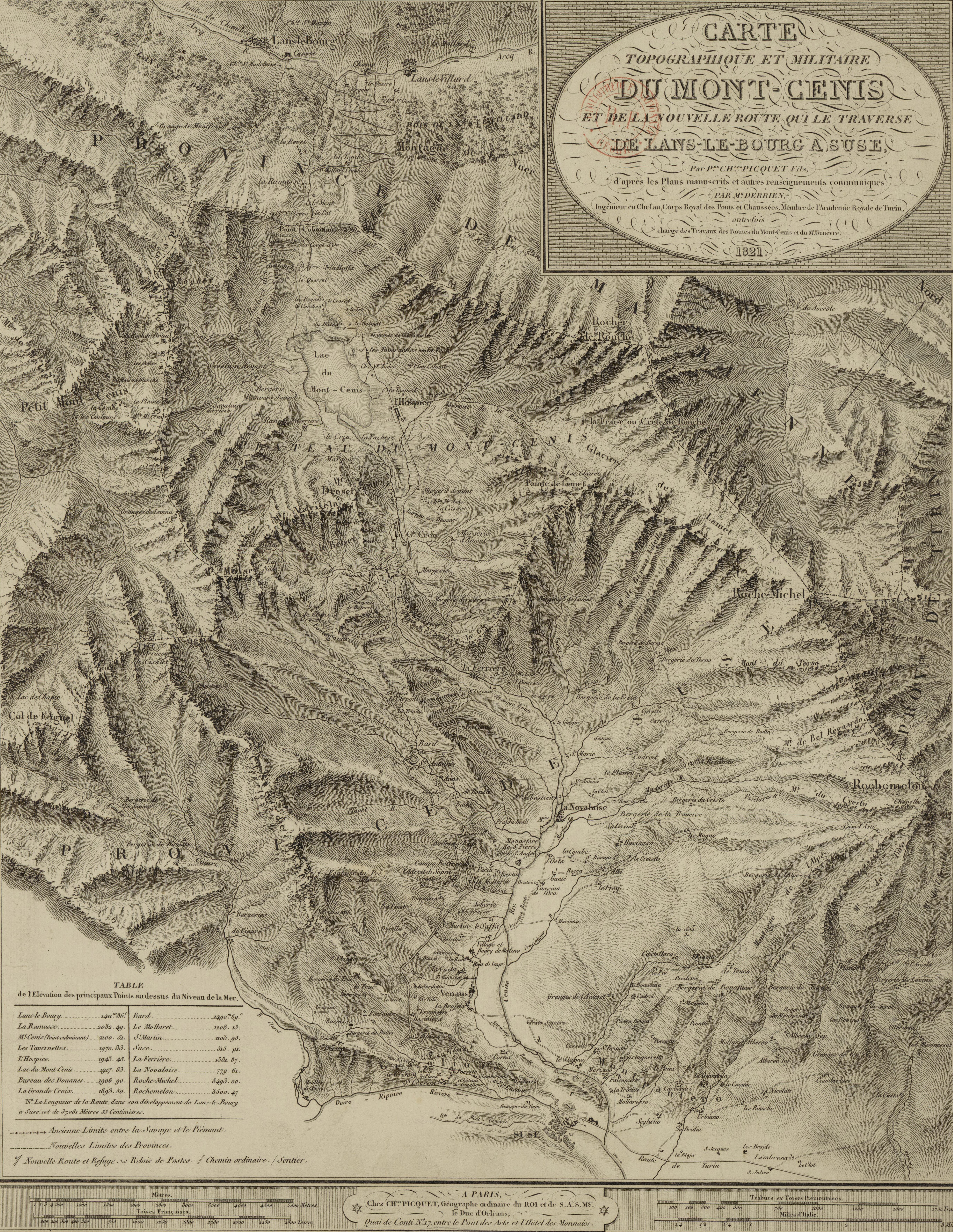
Carta topografica e militare del Regno di Sardegna, 1821.

## Geografia
Dal punto di vista geopolitico il colle è situato totalmente in territorio francese a seguito delle modifiche del confine per Trattato di Parigi fra l'Italia e le potenze alleate ottenute dalla Francia per i danni subiti a causa della II guerra mondiale. Il confine italo-francese si stacca dallo spartiacque principale in corrispondenza della Punta Marmottere (comune di Novalesa) e piega decisamente in direzione sud-ovest scendendo verso il Torrente Cenischia. Sono quindi ceduti alla Repubblica francese oltre al valico la parte sommitale delle montagne della testata della Val Cenischia con i pascoli del Comune di Novalesa e la parte alta del monte Giusalet nel Comune di Venaus.
La linea di confine torna a coincidere con lo spartiacque sul lato opposto della valle in prossimità della Punta Tricuspide (comune di Giaglione). Il colle separa le Alpi Cozie dalle Alpi Graie. La prima vetta delle Alpi Graie che si incontra a nord-est del colle è la Punta Roncia; la prima vetta delle Alpi Cozie che si incontra a sud-est del colle è la Punta Clairy.
Appena sotto il colle, nel versante che scende verso l'Italia ma ancora in territorio francese, è stata costruita una grande diga per la produzione di energia elettrica, divisa tra Italia e Francia. La diga forma il Lago del Moncenisio, specchio d'acqua peraltro già esistente in passato, anche se di dimensione minore; sulle sue rive sorgeva il vasto Ospizio del Moncenisio (che ospitò numerosi eserciti nelle varie epoche), distrutto con la costruzione dell'attuale invaso.

Il Colle del Moncenisio, panoramica

Nei periodi di svuotamento è possibile vedere i resti di tre dighe di costruzione precedente che sono state sommerse dalle acque del grande lago creatosi con la costruzione dell'ultimo sbarramento.

## Storia

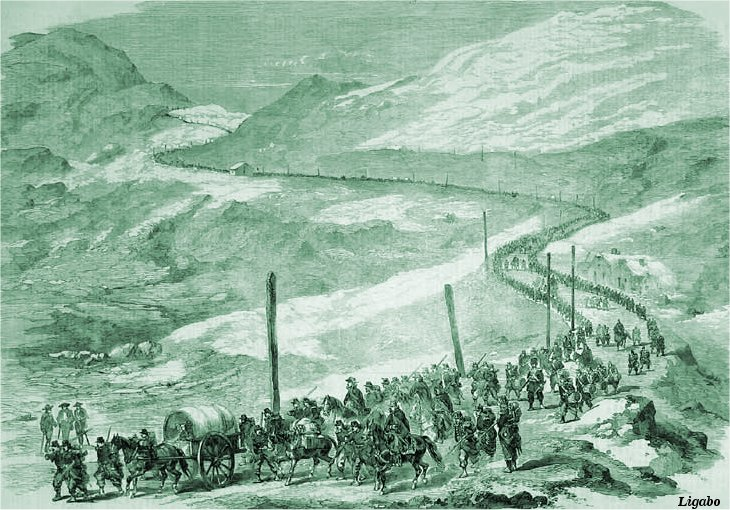
La 2ª divisione del generale Joseph Vinoy, appartenente al IV Corpo dell'armata francese, raggiunge il Piemonte attraverso il valico del Moncenisio, il 5 maggio 1859

Il colle ha avuto una grande importanza storica. Quando Annibale attraversò le Alpi dalla Francia verso l'Italia si pensava che avesse attraversato il Colle del Piccolo Moncenisio e il Colle Clapier, situati ad ovest dell'attuale Colle del (Grande) Moncenisio. Una recente ricostruzione colloca il passaggio di Annibale per il colle dell'Autaret, che mette in comunicazione Avérole (in alta Maurienne) e Malciaussia (Valli di Lanzo).

### Via Francigena e Ospizio
Nel Medioevo il Colle diventa uno dei valichi alpini più frequentati per attraversare le Alpi per quelli provenienti dall'Europa del Nord, diventando uno snodo fondamentale del fascio di itinerari denominato Via Francigena. Spiega Renato Stopani che «sebbene usato anche anteriormente come alternativa al Gran San Bernardo, il passo del Moncenisio nel corso del XII secolo fu sempre più transitato da uomini e merci che procedevano in direzione delle grandi fiere della Champagne, dove la presenza dei mercanti italiani si faceva sempre più consistente. La sua scelta come punto di attraversamento dell'area alpina era perciò frequente all'epoca di Filippo Augusto, tanto che nell'area prealpina la vera strada di Francia era considerata quella che collegava al Moncenisio».

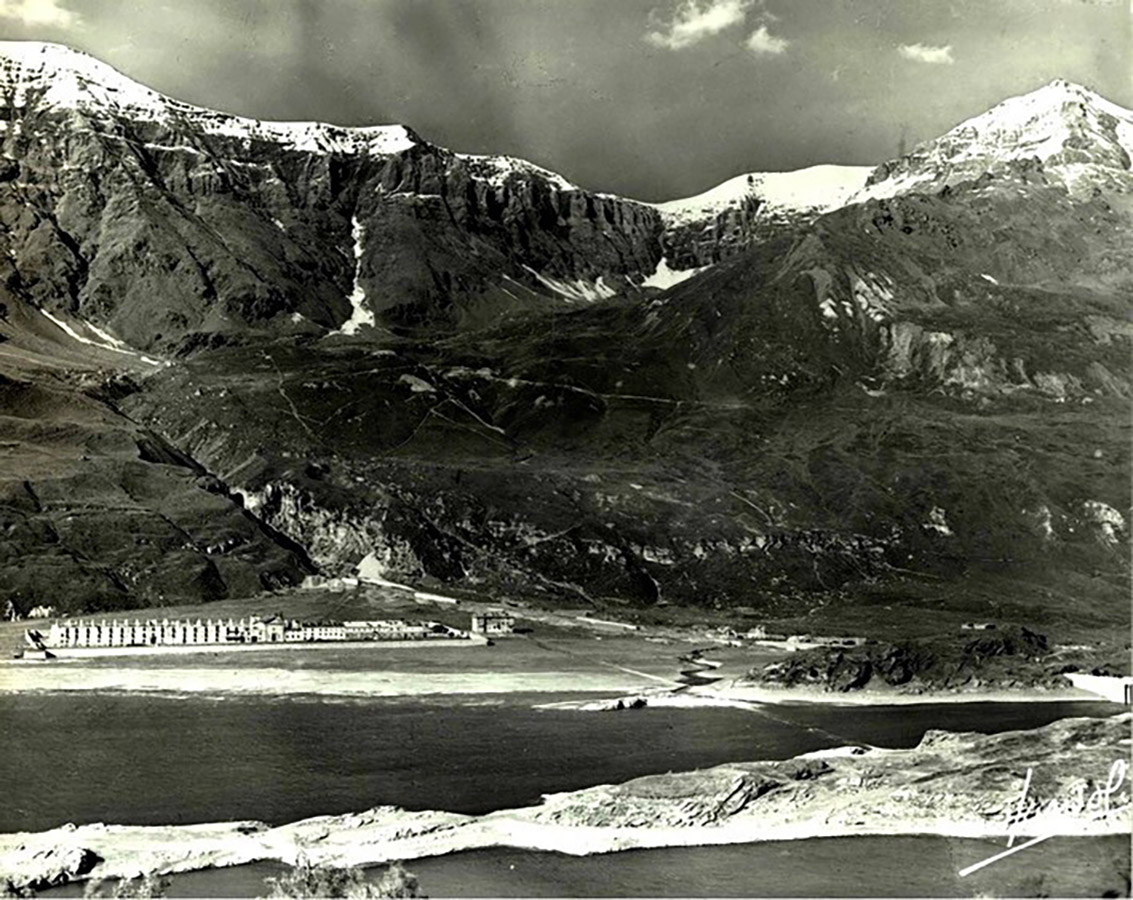
L'Ospizio del Moncenisio prima della costruzione della diga EDF

L'itinerario venne favorito sin dal IX secolo con la fondazione dell'Ospizio del Moncenisio da parte dell'imperatore Ludovico il Pio, che circa mille anni dopo verrà ricostruito da Napoleone Bonaparte. Casa Savoia, per più di otto secoli custode dei territori a cavallo del passo, basò per molto tempo il suo potere sul controllo dell'itinerario e sulla facoltà di concedervi il transito a eserciti e mercanti.
La strada settecentesca è ancora in gran parte conservata e percorribile oggi sino all'abitato di Novalesa, dove oltre alla celebre Abbazia, si conserva un borgo con una caratteristica fisionomia alpina e un'antica locanda medioevale recentemente riscoperta, la Casa degli affreschi, probabilmente da identificare con la Locanda della Croce Bianca citata nei documenti a partire dal XIV secolo. Si conosce un solo altro caso nelle Alpi di ambiente di questo tipo conservatosi, in Val Pusteria, oltre ad uno cittadino a Moncalieri. Significativamente, questo punto tappa della Via Francigena, presenta in facciata affreschi con gli stemmi delle regioni europee di provenienza e di destinazione degli avventori che frequentavano il valico del Moncenisio.

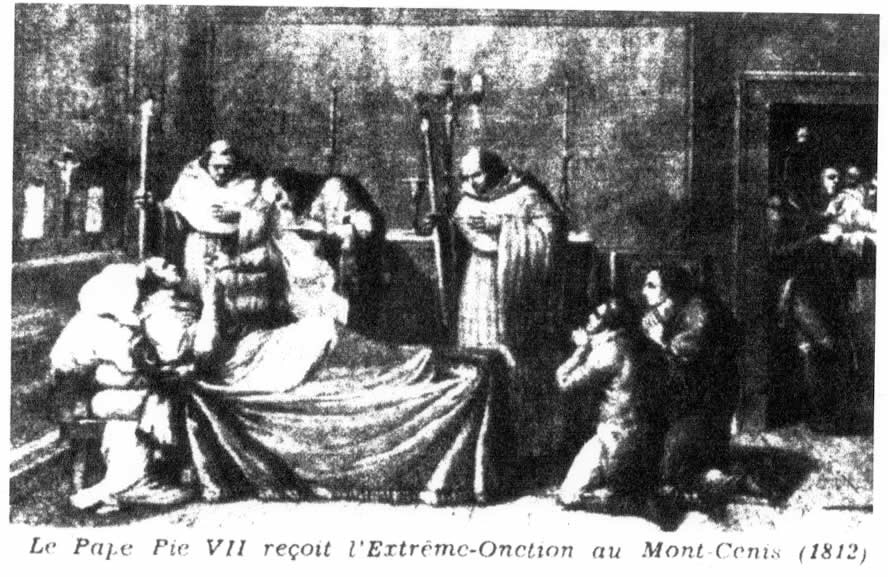
Incisione raffigurante l'estrema unzione impartita al Papa Pio VII presso l'Ospizio del Moncenisio.

### La strada carrozzabile voluta da Napoleone I
Napoleone Bonaparte vi fece costruire tra il 1803 ed il 1810, sotto la direzione degli ingegneri Derrien e Ducasse, la grande strada di collegamento internazionale ancora oggi esistente tra Susa e San Giovanni di Moriana e una nuova struttura per l'Ospizio del Moncenisio, ormai scomparso sotto le acque del lago artificiale. Si trattava di infrastrutture importanti per lo spostamento veloce degli eserciti, come nel 1859 per le Guerre di Indipendenza; sempre il grande córso fu responsabile dell'arresto di Papa Pio VII, suo prigioniero, il quale fu condotto nel maggio del 1812 in Francia tramite il Passo del Moncenisio, fatto questo che lo provò a tal punto che gli venne impartita l'estrema unzione.

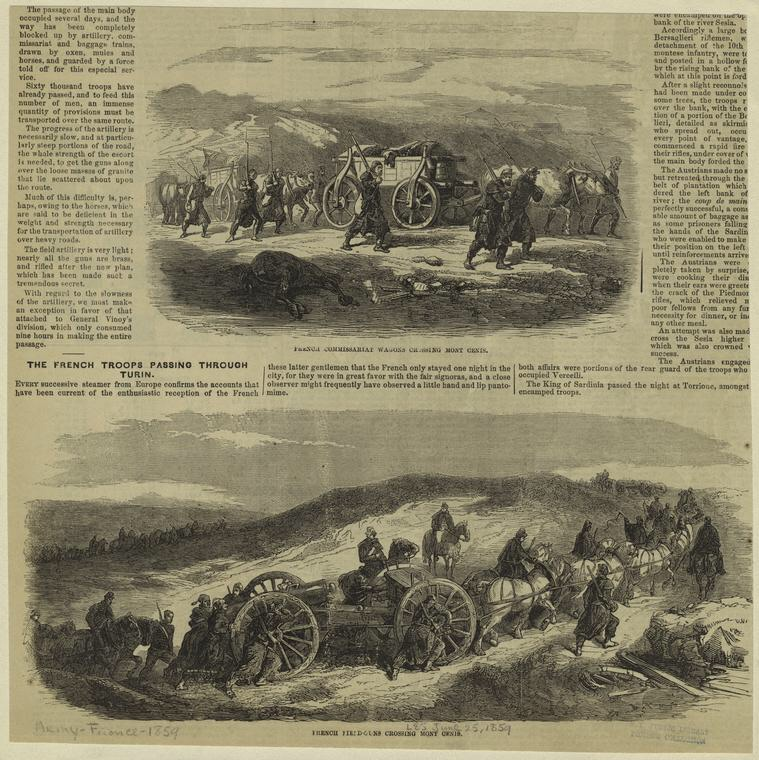
Rivista raffigurante il passaggio della seconda Divisione del Generale Vinoy.

Papa Chiaramonti comunque non perí e poté ritornare quasi al termine dell'epopea napoleonica sul trono di Pietro. Oggi la carrozzabile, nel tratto da Susa al Colle modificata in ampiezza rispetto all'origine a seguito dell'installazione della Ferrovia Fell e nella parte terminale traslata per la costruzione del grande sbarramento artificiale, costituisce la parte terminale della Strada statale 25 del Moncenisio e varia il suo nome dopo il valico in D 1006.

### La corsa automobilistica Susa-Moncenisio
Dal 1902 viene disputata sul lato italiano del valico una fra le più antiche corse automobilistiche su strada in salita, la Susa-Moncenisio.

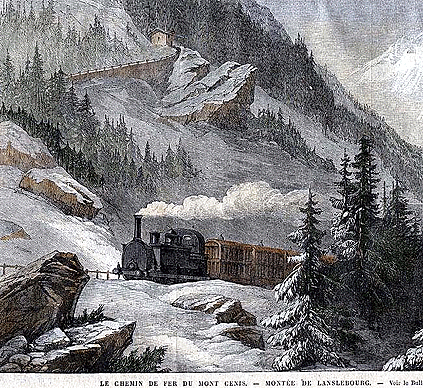
La Ferrovia del Moncenisio valicava il Colle a quasi 2000 metri grazie al sistema Fell, che superava fortissime pendenze

### La Ferrovia Fell
Nel 1868 venne costruita lungo la strada del colle la Ferrovia del Moncenisio con locomotive a sistema Fell. La ferrovia venne smantellata alcuni anni dopo (1871) in occasione dell'apertura del Traforo ferroviario del Frejus. Sono ancora visibili, sulla strada che sale da Susa, numerosi manufatti (gallerie, muretti, ponti) di quella ferrovia. Nel 1947 con il trattato di Parigi il territorio del Moncenisio passò dall'Italia alla Francia e amministrativamente l'italiano Comune di Moncenisio si ridusse a un lembo di territorio intorno alla frazione di Ferrera Cenisio, antico punto tappa per chi valicava il Colle.

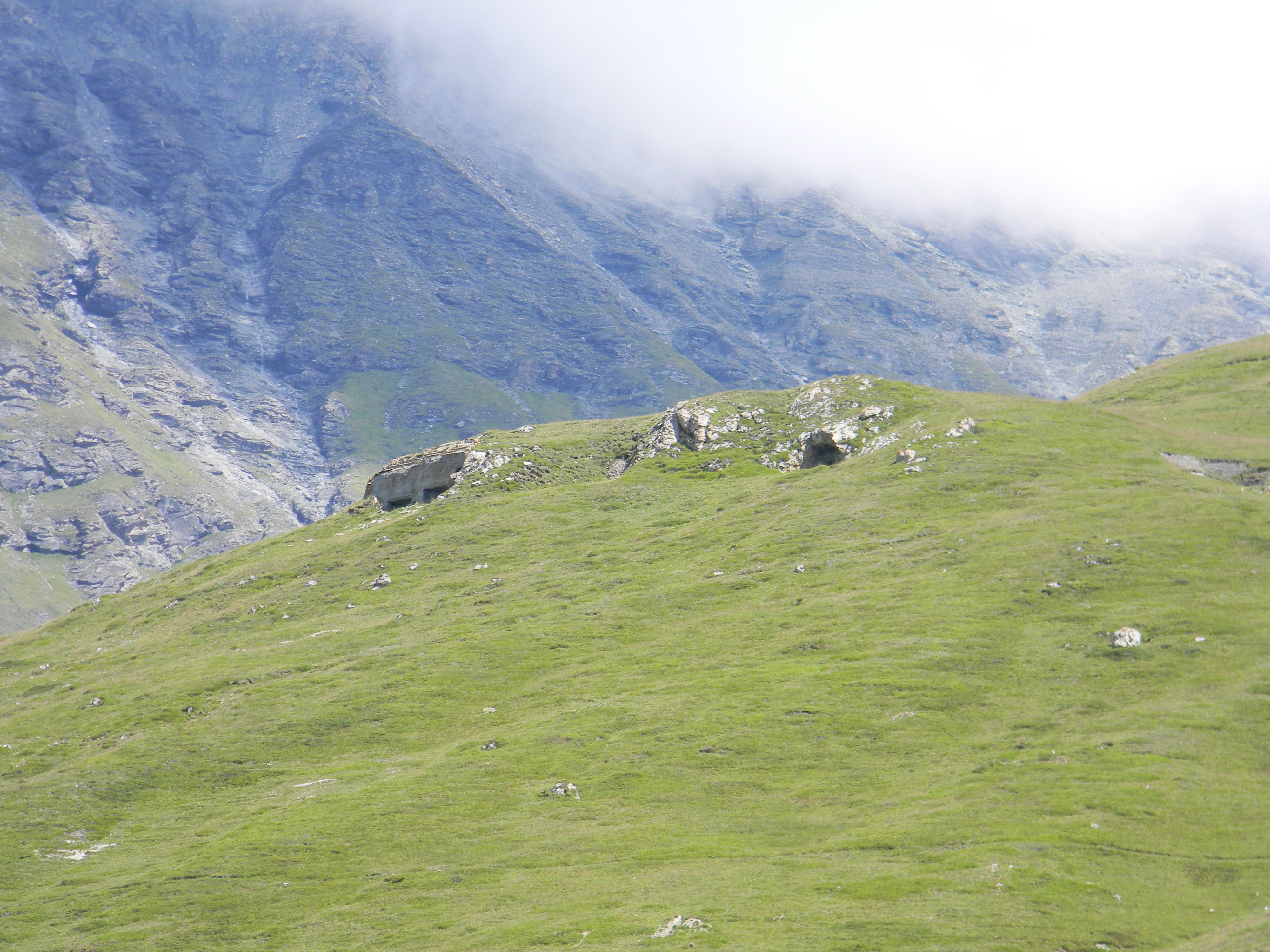
Bunker del Moncenisio

### Fortificazioni militari

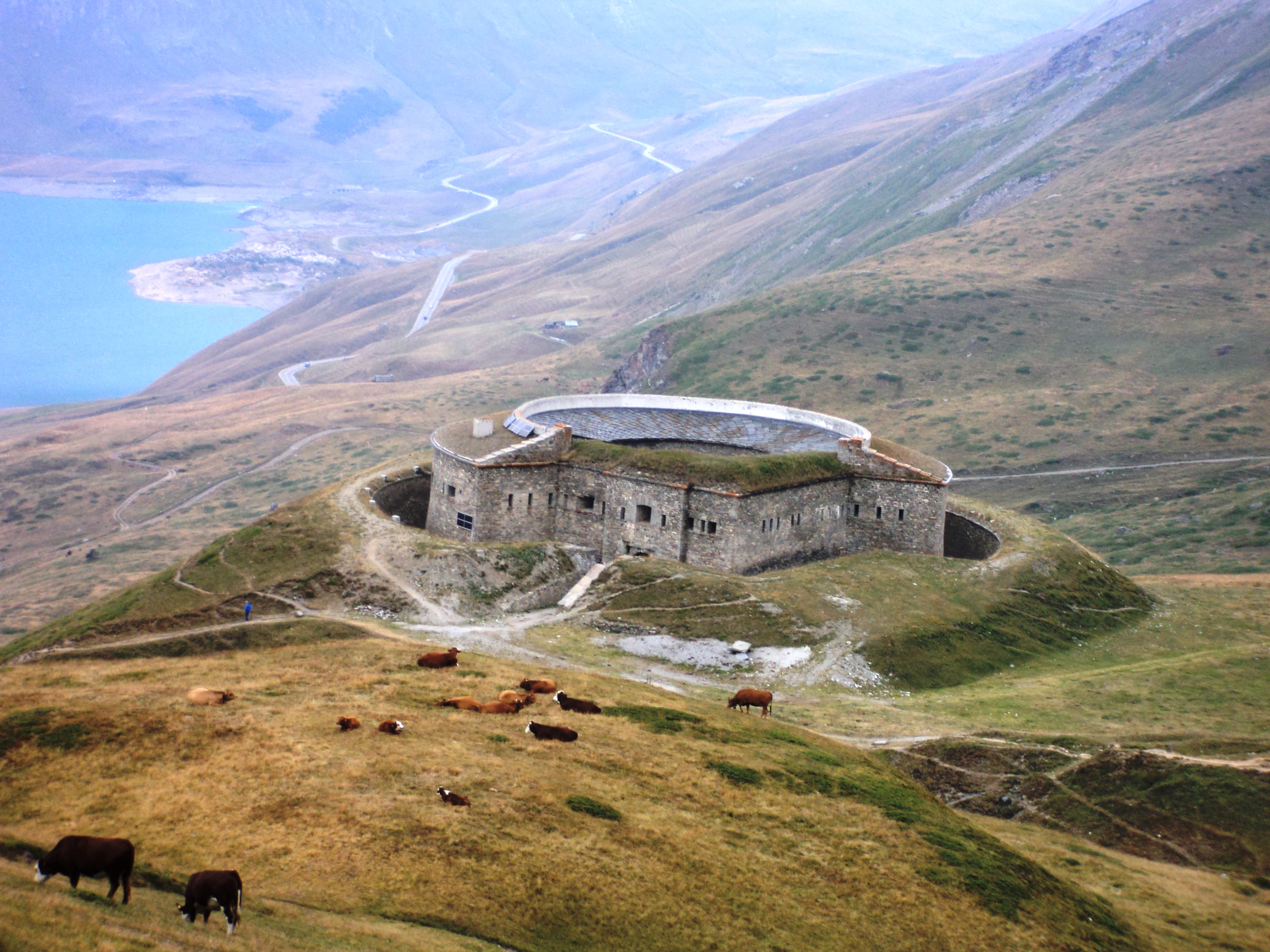
Forte Roncia

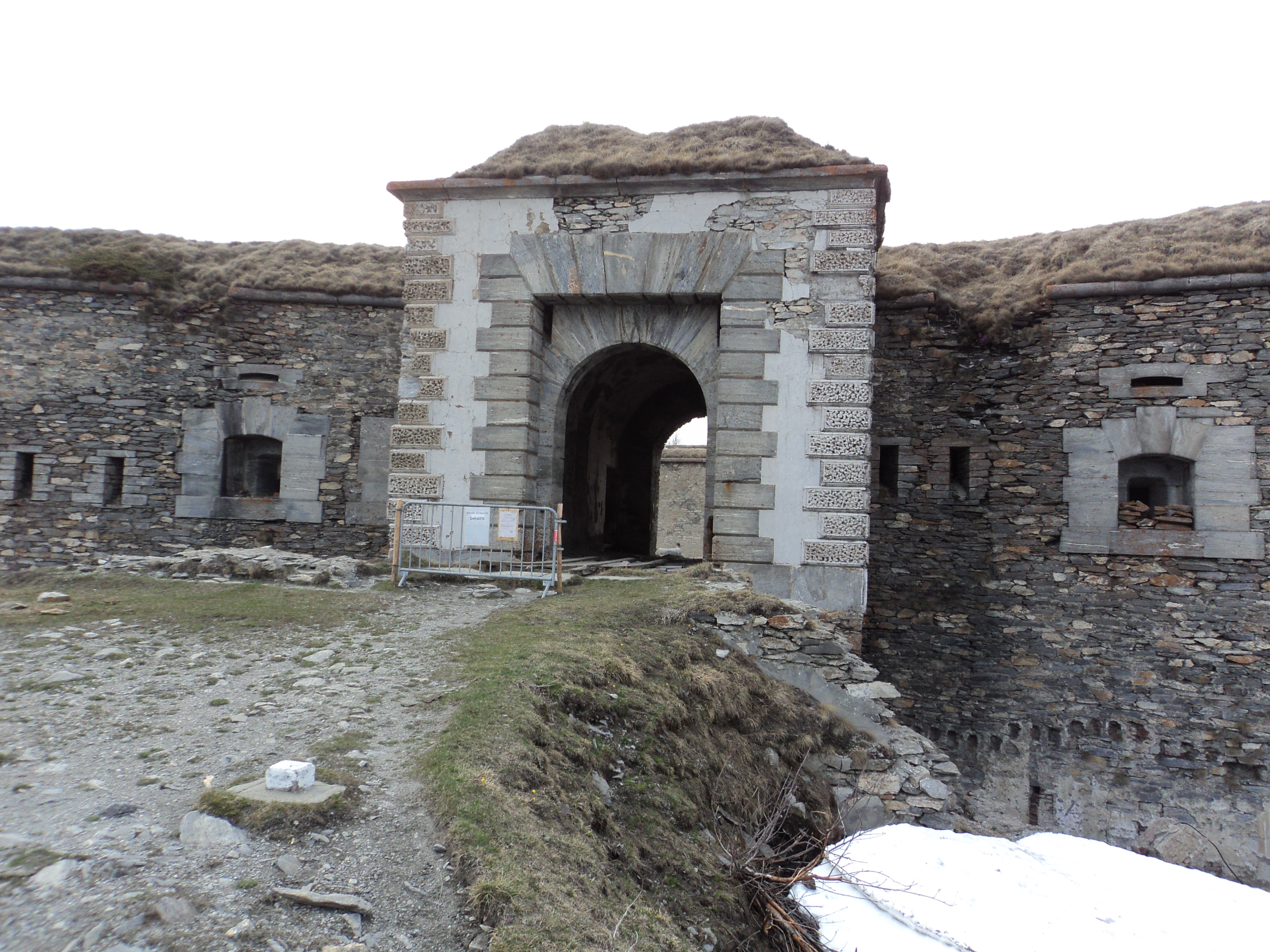
Forte Varisello

Il Colle del Moncenisio nei secoli ha avuto una grande importanza militare. Con la cessione nel 1860 della Savoia alla Francia è diventato il valico di confine tra i paesi. Ha quindi visto la realizzazione di grandi sistemi fortificati che dovevano difendere l'accesso al passo da un'eventuale azione nemica rivolta verso la Valle di Susa, porta di accesso alla Pianura Padana.
Nel 1874-80 il Regio Esercito creò la Piazza militare del Moncenisio, costituita dai forti in pietra Cassa, Varisello e Roncia. A questi aggiunsero altre importanti batterie e fortificazioni, come la Batteria Pattacroce e la Caserma difensiva del Malamot, eretta sulla cima del monte omonimo. I Francesi a loro volta costruirono su un'altura presso il vecchio confine il Fort de la Turra.

L'offensiva italiana al Moncenisio-1940

Nei primi anni del XX secolo il colle vide la costruzione delle due batterie corazzate La Court e Paradiso. Negli anni trenta, sotto il regime fascista, furono realizzate numerosi bunker per le opere in caverna del Vallo Alpino. 
Nel 1940 il colle e le zone circostanti furono coinvolti nella Battaglia delle Alpi Occidentali; ulteriori episodi bellici avvennero tra 1944 e 1945.
Tutte le fortificazioni sono passate in territorio francese dopo le rettifiche di confine avvenute nel 1947 in forza del Trattato di Parigi. Rimangono molti resti delle opere militari, viste ogni anno da centinaia di persone. Sconsigliata la visita per pericolo di crolli.

## Turismo
La zona del colle è anche un luogo interessante dal punto di vista del turismo nella stagione estiva, grazie alla possibilità di effettuare escursioni e ciclismo.
La strada che attraversa la zona dell'altipiano del Moncenisio si tiene a mezza costa leggermente più in alto del colle stesso e raggiunge così l'altezza di 2.100 metri.
Nel periodo di chiusura invernale, la strada (RN 6) che dal colle scende sul lato francese, una volta innevata, diventa una pista da sci con il nome di "Escargot".

## Curiosità
Il colle è presentato durante una bufera in un famoso acquerello del 1820 del pittore inglese William Turner, intitolato "Passaggio del Moncenisio: bufera di neve", esposto al "Museum and Art Gallery" di Birmingham.

## Galleria d'immagini

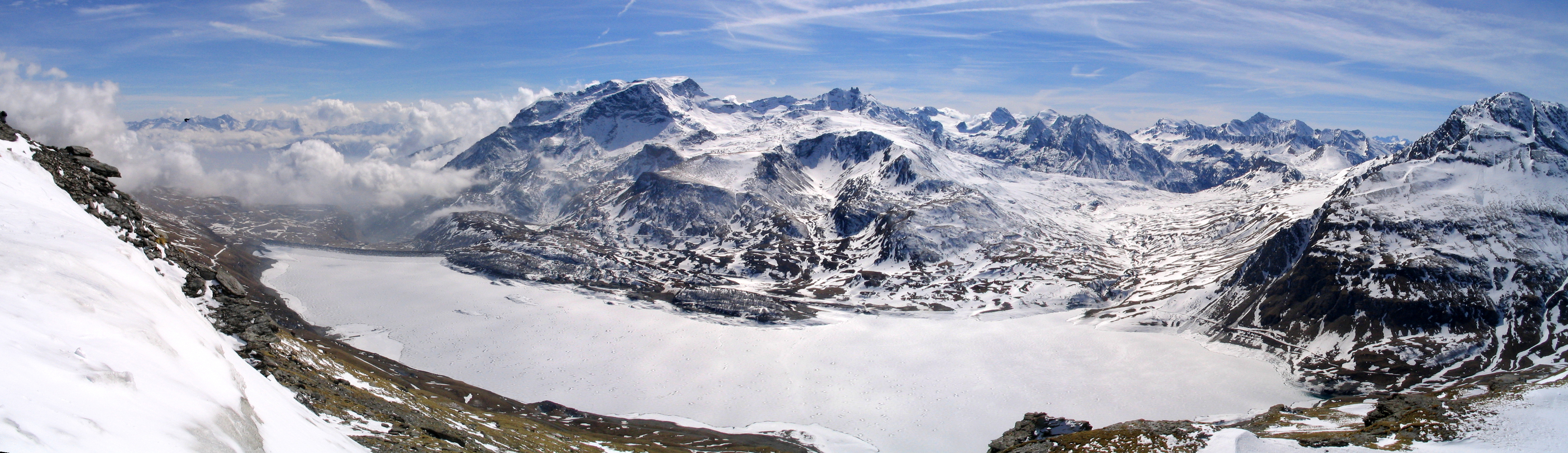
Il Lago del Moncenisio ghiacciato, contornato dalle montagne, visto dalle vicinanze del Col de la Tomba (parte del Gruppo Roncia-Lamet). Sulla sinistra la Val di Susa, coperta dalle nuvole, dalle quali spuntano vette del Gruppo dell'Orsiera.Sullo sfondo sono riconoscibili (da sinistra verso destra) la Cima di Bard (3168m), il Monte Giusalet (3.313 m), il Monte Malamot (o Pointe Droset) 2.917 m, i Denti d'Ambin (3.372 m), la Punta Sommeiller (3.333 m), la Rognosa d'Etiache (3.382 m) (fra le due montagne il Colle del Sommeiller a 2993 m s.l.m.), Le Petit Vallon (3236 m), la Roche d‘Etache (3083m) (con davanti il Colle del Piccolo Moncenisio, la Pierre Menue (o Aiguille de Scolette) (3506 m), e la Punta Clairy o (Signal du Petit Mont Cenis) (3162 m). Tutte le montagne sono parte del Gruppo d'Ambin, tranne la Pierre Menue che appartiene all'omonimo gruppo.

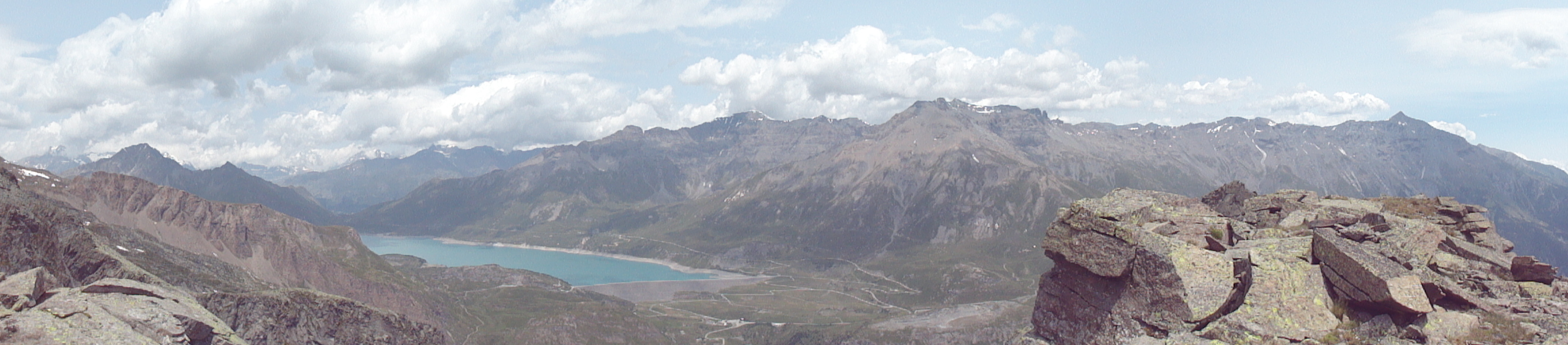
L’altipiano del Moncenisio con il suo lago visto dalla cresta del Monte Giusalet (3312 m) sopra il Rifugio Piero Vacca (2675 m) nell’estate del 2015. Sono visibili (da sinistra verso destra) la Punta Clairy (3162 m), il Passo de la Beccia (2717 m) e la Cima du Laro (2881m). Queste montagne sono parte Gruppo d'Ambin nelle Alpi Cozie. Dopo queste montagne si notano il Colle del Moncenisio (2081 m), che divide le Alpi Cozie dalle Graie (dietro questo, sotto le nuvole, il Massiccio della Vanoise che costituisce un supergruppo alpino a sé stante e che sovrasta la Moriana), l'Ouillon des Arcellins (2665 m), la Sommet de la Nunda (3025 m), il Col du Lou (3024 m), Signal du Grand Mont Cenis (3377 m), Punta Roncia (3612m), la Pointe du Vieux (3464m), la Pointe de la Haie (3452m), la Punta Lamet (3504m), Roche Michel (3429), I Tre Denti (3281-3285 m), tutte montagne del Gruppo Roncia-Lamet, poi la Punta Marmottere (3387 m), il Passo della Novalesa, il Rocciamelone (3537 m), montagne del Gruppo del Rocciamelone, parte insieme al Roncia-Lamet della Catena Rocciamelone-Charbonnel nelle Alpi Graie. Sotto la Punta Lamet si scorge il luogo dove sorgeva la Batteria Paradiso e dove sono ancora presenti i ruderi della Batteria La Court. Si nota anche la Strada statale 25 del Moncenisio.

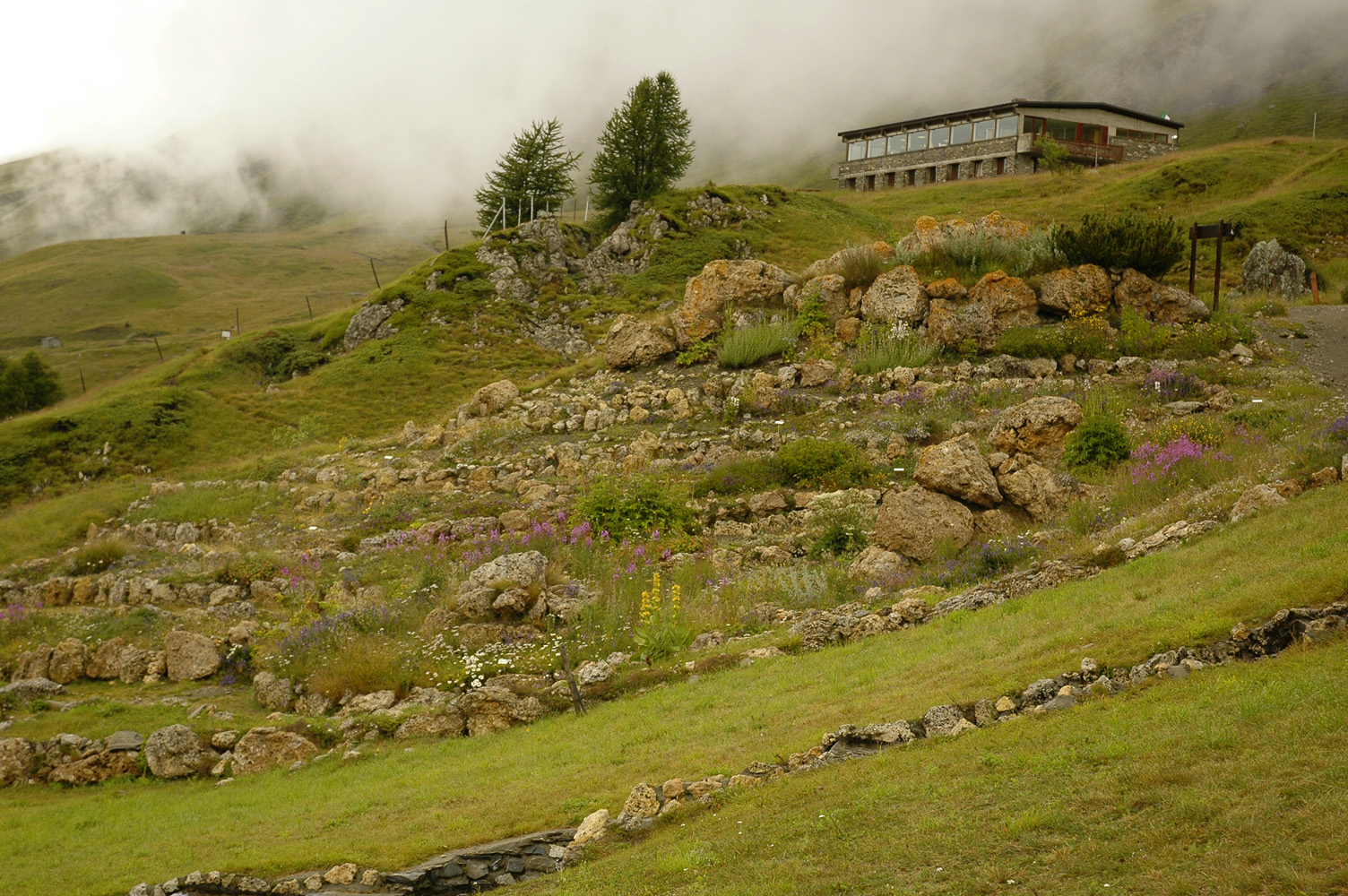
Giardino botanico presso la Piramide
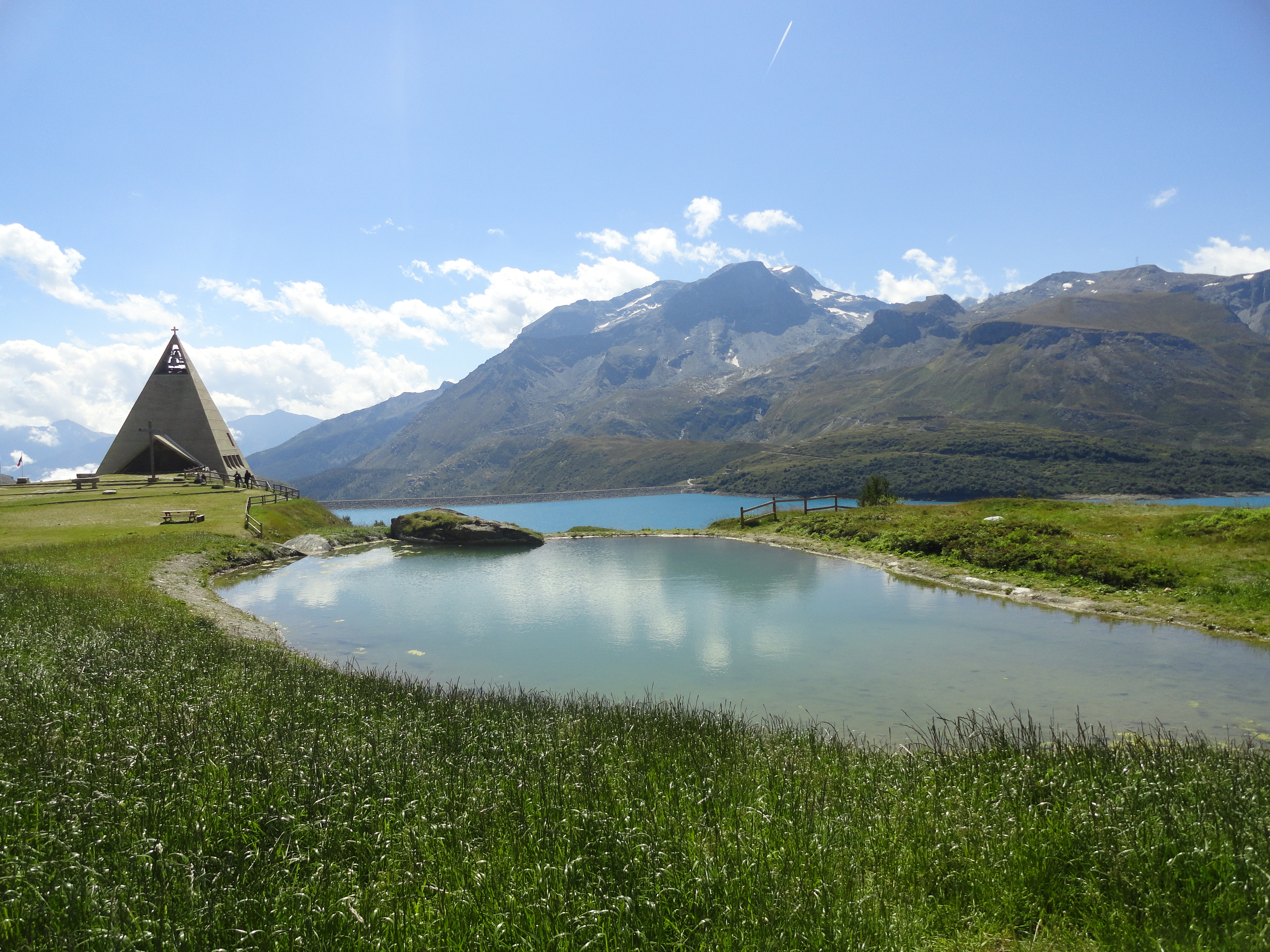
La Piramide-Chiesa della Piana delle Fontanette con davanti uno stagno. Sullo sfondo il Massiccio del Monte Giusalet e il lago. A destra, sotto al Monte Malamot (sulla destra del Giusalet), sull'altura del Crin si può notare il Forte Varisello
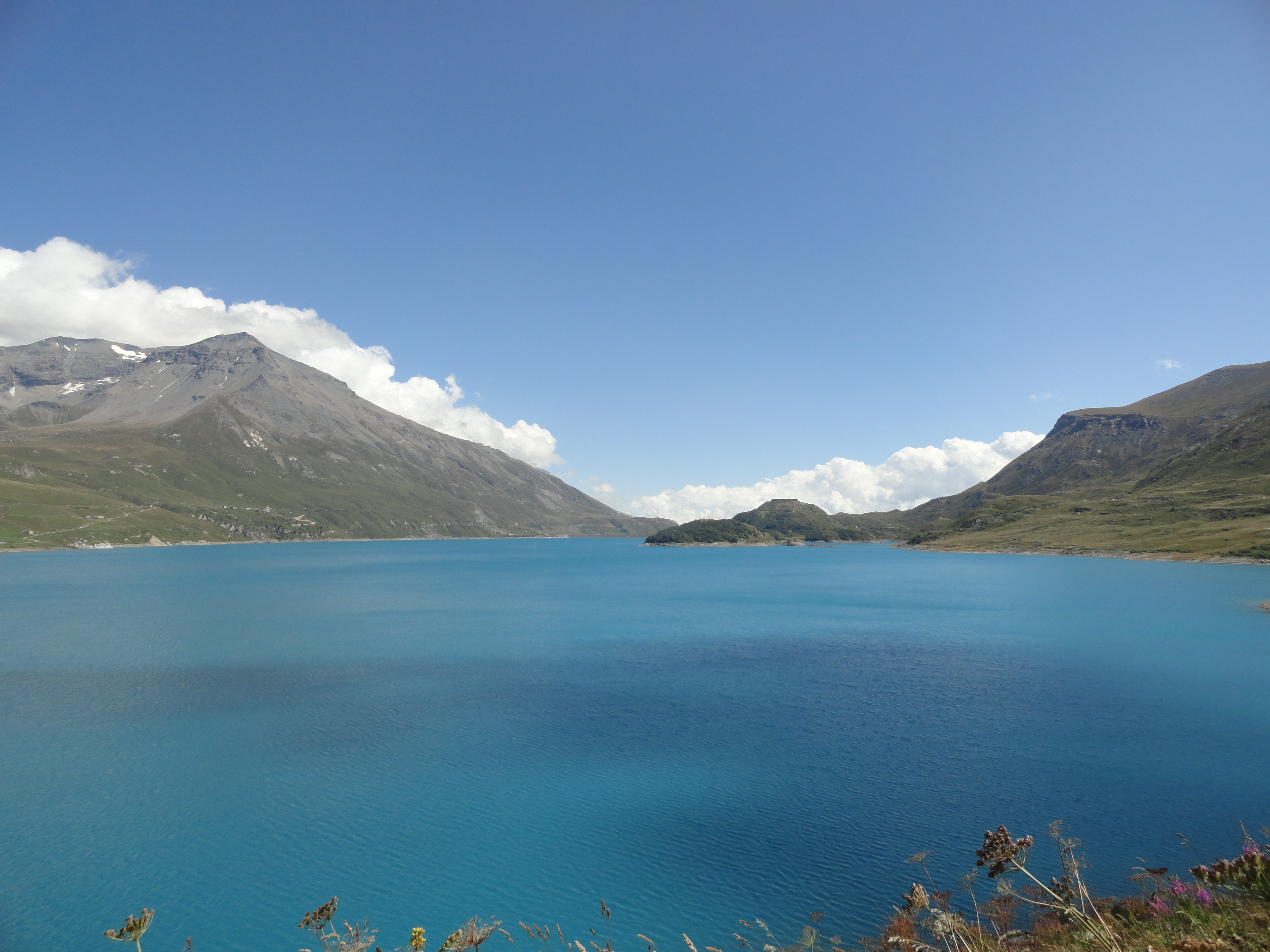
Il Lago del Moncenisio visto dalle pendici della Punta Clairy. Si possono vedere sulla sinistra la Punta Lamet e al centro l'altura del Crin con sopra il Forte Varisello
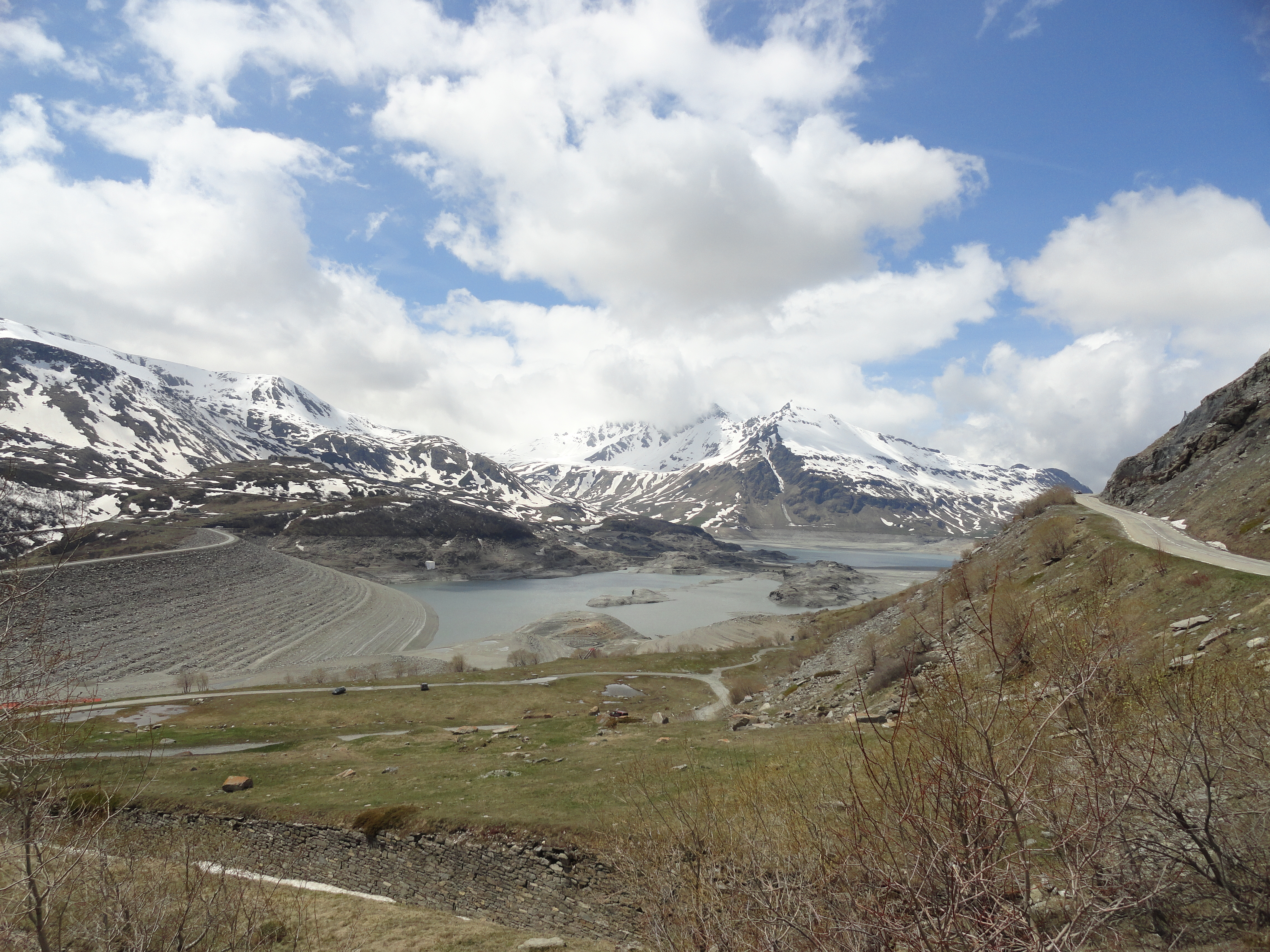
Il lago svuotato (ormai in fase di riempimento) per la produzione di energia idroelettrica nel maggio del 2016